# Teucholabis (Teucholabis) inca
Teucholabis (Teucholabis) inca is een tweevleugelige uit de familie steltmuggen (Limoniidae). De soort komt voor in het Neotropisch gebied.